# Lasse Nilsson
Lasse Nilsson, właśc. Lars Thomas Nilsson (ur. 3 stycznia 1982 w Borlänge) – szwedzki piłkarz występujący na pozycji napastnika. Syn innego piłkarza, Thomasa Nilssona.
Nilsson karierę rozpoczynał w IK Brage. W 2002 roku przeszedł do IF Elfsborg. W tym klubie spędził dwa sezony, rozgrywając w Allsvenskan 73 spotkań i zdobywając w nich 16 bramek. W 2004 podpisał kontrakt z holenderskim SC Heerenveen. Regularnie występował tam w pierwszym zespole, jednak podobnie jak ze swoim poprzednim klubem, nie odniósł większych sukcesów. 8 sierpnia 2007 za trzy miliony euro przeszedł do francuskiego AS Saint-Étienne. W nowej drużynie nie otrzymywał szans na grę w pierwszym zespole, dlatego w styczniu 2008 został wypożyczony do duńskiego Aalborg BK, a w lipcu do IF Elfsborg.
W styczniu 2009 powędrował na wypożyczenie do SBV Vitesse. W 2011 roku wrócił do Elfsborga.